# María Paula Salerno
María Paula Salerno (La Plata, 18 de abril de 1986) es una regatista argentina del Yacht Club Argentino.
Es becaria del Consejo Nacional de Investigaciones Científicas y Técnicas (CONICET) y da clases de Literatura Francesa en la Universidad Nacional de La Plata.
Entre sus producciones científicas se destacan el libro La producción literaria de Julio César Avanza: edición y génesis de escritura (2011) y la edición facsimilar de la revista literaria Teseo (2015), editados por el Archivo Histórico de la provincia de Buenos Aires "Dr. Ricardo Levene", así como la creación del Archivo de escritores platenses. 

## Carrera deportiva
En su categoría inicial, Laser Radial, ganó la medalla de plata en los Juegos Suramericanos de 2006 y quedó en el cuarto puesto en Medellín 2010.
En 2014, obtuvo el título mundial en el Campeonato Mundial femenino clase Snipe, navegando con su hermana Mariela Cecilia Salerno de tripulante. Ese mismo año, obtuvo la medalla de plata en los Juegos Suramericanos de Playa, en la clase Sunfish.
En 2015, ganó la medalla de oro en los Juegos Panamericanos de Toronto, en la clase Lightning con Javier Conte y Nicolás Fracchia.
En 2019, ganó la medalla de oro en los Juegos Panamericanos de Lima, en la clase Lightning con Javier Conte e Ignacio Giammona.

## Premios
- Olimpia de plata (2019)[5]